# Sistema geocentrico

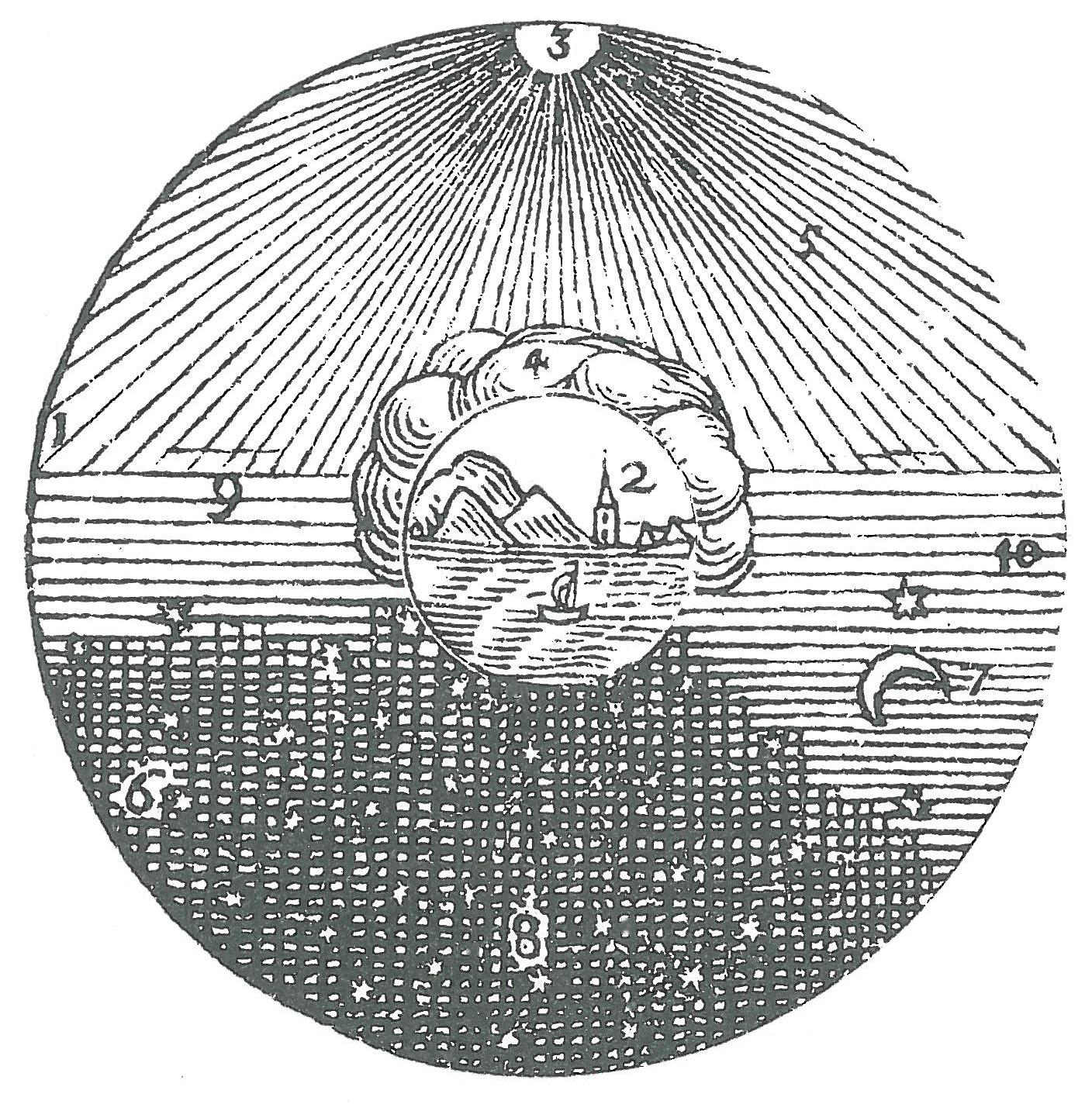
Illustrazione del sistema geocentrico nel trattato Orbis sensualium pictus («Il mondo visibile») di Comenio (1658)

Il sistema geocentrico è una teoria astronomica che pone la Terra al centro del sistema solare, mentre tutti gli altri astri ruoterebbero attorno ad essa. Questo modello fu il sistema cosmologico predominante in molte civiltà antiche come quella greca. Le sue interpretazioni più notevoli si devono ad Aristotele e a Tolomeo. 
Tuttavia già Aristarco nella prima metà del III secolo a.C. aveva elaborato un primo modello del sistema eliocentrico.
Tale teoria geocentrica fu comunemente accettata per circa due millenni fino agli inizi dell'epoca moderna quando venne radicalmente trasformata da Tycho Brahe (1546-1601) nel suo sistema ticonico per adattarla alle sue accuratissime osservazioni astronomiche e alla fine fu sostituita dal sistema eliocentrico di Niccolò Copernico (1473-1543) rivisitato da Galileo Galilei (1564-1642) e soprattutto Giovanni Keplero (1571-1630).

## Origine e sviluppo

La Terra al centro del creato in un'illustrazione della Bibbia di Lutero (1545)

Il sistema geocentrico venne proposto dal grande astronomo greco Eudosso di Cnido in accordo con spunti del suo maestro Platone e sostituì rapidamente la cosmografia arcaica, che è sottintesa nelle opere di Omero e che nelle linee generali i greci condividevano con i popoli del Vicino Oriente. Esso eliminava il problema di stabilire su che cosa poggiasse la Terra. Ora il punto "più basso" era il centro della Terra e la domanda non aveva più senso. Anche in Oriente, un universo geocentrico venne adottato (autonomamente o per contatto col mondo greco) nei testi induisti dei Purāṇa, dove la terra, posta al centro, non era considerato il luogo migliore, ma comunque l'unico dove l'uomo potesse ottenere la "liberazione" (mokṣa).
Il sistema geocentrico venne perfezionato da Callippo di Cizico e da Aristotele, che nel De caelo ne diede un inquadramento concettuale quasi universalmente accettato dai dotti per circa due millenni. Parallelamente, però, l'osservazione sempre più accurata del moto dei pianeti costrinse gli astronomi a sviluppare nuovi concetti (eccentrico, epiciclo, equante) poco assimilabili dal modello aristotelico. I più importanti innovatori furono Ipparco e Tolomeo, le cui opere imposero il sistema geocentrico in tutto il mondo antico in oriente come in occidente, fra i musulmani come fra i cristiani. Alla fine del XVI secolo, poco prima del suo definitivo abbandono, Tycho Brahe ne propose una drastica revisione.
Il sistema geocentrico ebbe ampia diffusione nell'antichità e nel Medioevo perché ritenuto soddisfacente in termini astronomici e coerente con le opinioni filosofiche e religiose allora prevalenti, tanto che fu anche alla base della cosmologia dantesca nella Divina Commedia. Questa convinzione, fra il XVI ed il XVIII secolo, venne scalzata dal sistema eliocentrico, che poneva invece il Sole al centro dell'Universo. La transizione, nota come rivoluzione copernicana, segnò l'affermazione del metodo scientifico introdotto da Galileo Galilei e la nascita della scienza moderna.

### Le sfere omocentriche di Eudosso e Aristotele

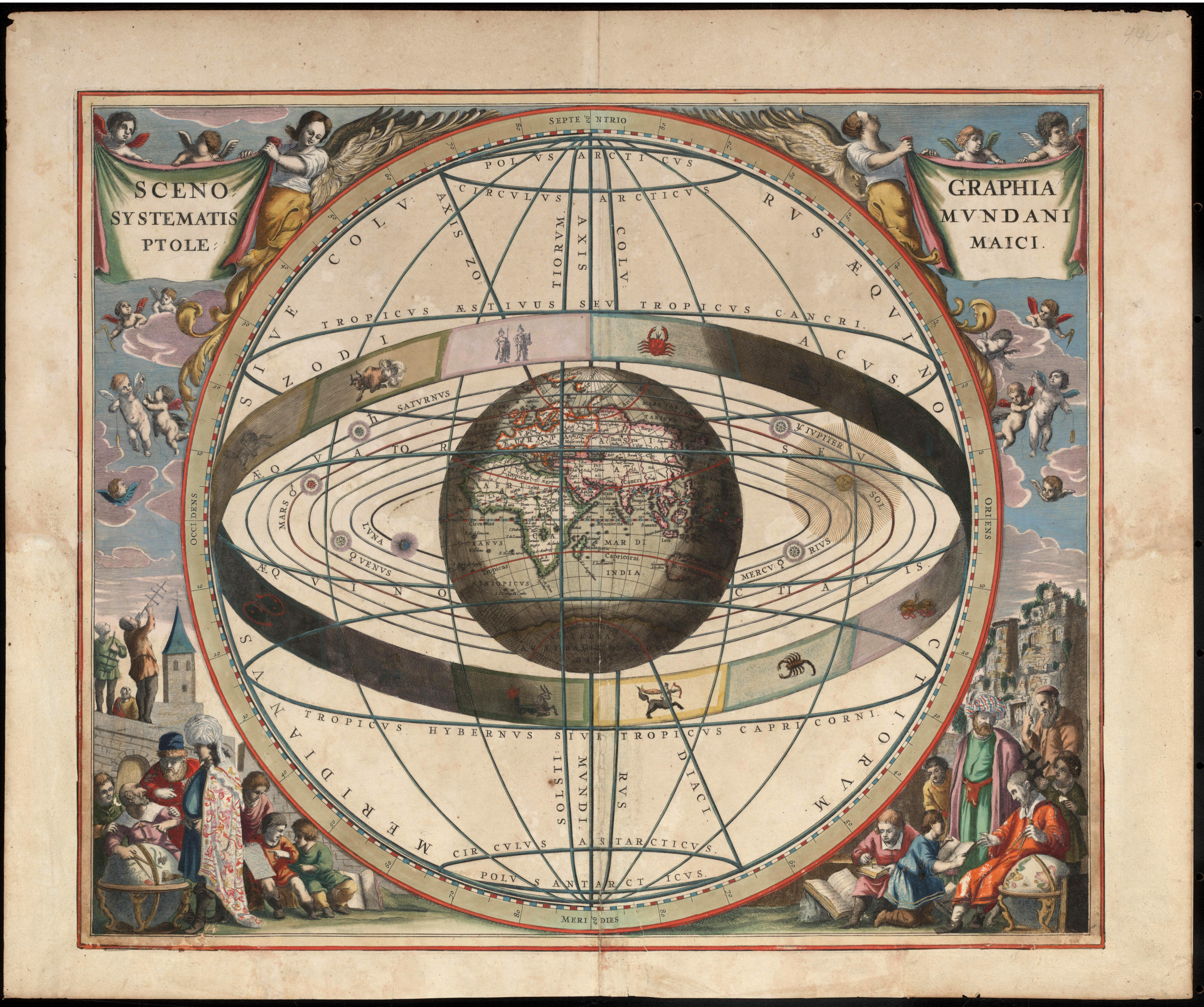
La Terra al centro del cosmo (Andreas Cellarius, Harmonia Macrocosmica, 1660/61).

Poiché il cerchio era considerato la forma perfetta, i movimenti dei corpi celesti dovevano essere circolari ed il cosmo doveva essere suddiviso in una serie di sfere concentriche. 
La sfera centrale (detta anche sublunare) era occupata dalla Terra e dalla sua atmosfera; essa era l'unica parte "imperfetta" del cosmo, sia perché entro di essa i moti erano rettilinei, sia perché mutevole. Essa era composta dai quattro elementi dei filosofi presocratici.
Al di fuori di questa sfera ve ne erano altre otto, composte di un quinto elemento incorruttibile, l'etere. Le prime corrispondenti ai sette pianeti (nell'ordine: Luna, Mercurio, Venere, Sole, Marte, Giove e Saturno) e l'ultima, il Firmamento, alle stelle fisse.
Ogni oggetto celeste era "incastonato" nella propria sfera e ne condivideva il moto circolare uniforme (perfetto, immutabile ed eterno) attorno alla Terra.

### La versione di Ipparco e Tolomeo

Moto retrogrado apparente di Marte nella costellazione dell'Aquario, come poteva essere visto dalla Terra nell'estate del 2003. Il moto retrogrado, che si verifica circa ogni due anni, fu il principale dato astronomico che ispirò la teoria degli epicicli

Il sistema geocentrico fu perfezionato nel II secolo a.C. da Apollonio di Perga e dal massimo astronomo dell'antichità, Ipparco. Per spiegare le "irregolarità" del movimento dei pianeti Apollonio suppose che essi percorressero con moto uniforme delle circonferenze (gli epicicli), i cui centri a loro volta si muovevano uniformemente su circonferenze di raggio maggiore (i deferenti), il cui centro era nelle vicinanze della Terra.
Poiché non è giunta fino a noi alcuna opera di Apollonio o di Ipparco su questo argomento, i suoi dettagli ci sono noti attraverso l'Almagesto, un famoso trattato scritto dall'ultimo grande astronomo dell'antichità, Tolomeo (II secolo d.C.), che riprese e perfezionò l'opera di Ipparco. Il sistema, quindi, è spesso indicato come tolemaico (oppure anche aristotelico-tolemaico). Esso raggiunse una discreta precisione (tanto da essere indubbiamente superiore, dal punto di vista sperimentale, al sistema eliocentrico proposto da Aristarco da Samo), ma al prezzo di una maggiore complessità.
Il sistema geocentrico, inoltre, era più accetto perché coerente con la fisica allora universalmente accettata.
Il sistema eliocentrico, invece, era ritenuto assurdo dal punto di vista fisico per varie ragioni avanzate già da Aristotele. Nel sistema eliocentrico la Terra si muove attorno al Sole a grandissima velocità (circa 106 000 km/ora, cioè 30 km/s), ma non se ne vede alcuna evidenza: come fa, ad esempio, l'aria a seguire la Terra senza il minimo segno di scombussolamento? Una freccia scagliata verticalmente dovrebbe ricadere lontano, ecc. Se poi la Terra ruota su sé stessa, vi dovrebbe essere un vento perenne diretto da Est a Ovest. Le risposte ai quesiti di Aristotele arrivarono solo col principio di relatività galileiana (1632) e con la gravitazione universale (Newton, 1687).
Il sistema eliocentrico, inoltre, era esposto a obiezioni filosofiche e religiose avanzate già nell'antichità classica, mentre quello geocentrico, dando alla Terra una posizione privilegiata al centro dell'universo, rendeva naturale considerare l'uomo come apice e fine della creazione. L'importanza di questo fatto fu sottolineata anche da Bertolt Brecht nella sua opera teatrale Vita di Galileo. Lo schema geocentrico, inoltre, forniva un contesto favorevole anche a rendere non inverosimile l'astrologia, un complesso di credenze molto diffuse sin dalla più lontana antichità. Tolomeo, infatti, scrisse anche un libro, il Tetrabiblos, in cui collegava le teorie astrologiche allora vigenti con il sistema aristotelico/tolemaico.

### La revisione di Tycho Brahe
Già nell'antichità l'astronomo Marziano Capella aveva osservato che il moto di Mercurio e Venere si spiegava più facilmente se si supponeva che essi ruotassero attorno al Sole e con lui fossero traslati attorno alla Terra. Si otterrebbe così un sistema geo-eliocentrico indistinguibile dal sistema copernicano tramite l'osservazione dei soli moti planetari.
Questo sistema è oggi legato al nome dell'astronomo danese Tycho Brahe, che sviluppò strumenti accurati di osservazione astronomica e li utilizzò per molti anni raccogliendo i dati, che consentirono al suo discepolo Keplero di formulare le sue tre famose leggi.
Alcuni decenni prima dell'intervento risolutivo di Galileo, Tycho Brahe demolì per primo con le sue osservazioni la cosmologia aristotelica. Il punto di partenza fu l'osservazione di una nova nella costellazione di Cassiopea la sera dell'11 novembre 1572. La sua luce si attenuò gradualmente sino a scomparire all'inizio del 1574. Tycho la osservò per mesi allo scopo di verificare che essa si trovava alla stessa distanza delle altre stelle e pubblicò le sue conclusioni (De stella nova, 1573). Riassume Paolo Rossi: «Se non si trattava di una cometa, se la nuova stella appariva nella stessa posizione contro la sfera delle stelle fisse, allora nei cieli immutabili si era verificato un mutamento e si potevano avanzare dubbi sul contrasto fra la immutabilità dei cieli e la mutabilità del mondo sublunare». Tycho affermò per primo che: «la realtà di tutte le sfere deve essere esclusa dai cieli... il cielo è fluido e libero, aperto in tutte le direzioni, tale da non opporre alcun ostacolo alla libera corsa dei pianeti...». Commenta Paolo Rossi: «Era questa di Brahe, un'affermazione di importanza rivoluzionaria, paragonabile a quella di Copernico sulla mobilità della Terra».

### Crisi e obsolescenza del sistema geocentrico
Il sistema geocentrico fu accettato per quasi due millenni, ma alla fine esso fu sostituito da quello eliocentrico perché i presupposti razionali su cui si reggeva il primo (la Fisica e la Metafisica di Aristotele, utilizzate per sviluppare la cosmologia del De caelo) si rivelarono erronei, mentre i copernicani si dotarono progressivamente della nuova fisica di Galileo e Newton.
La cosmologia aristotelica, infatti, entrò in forte crisi a causa delle prime osservazioni col telescopio, che rivelarono le forti somiglianze del mondo celeste con quello sublunare: Galileo, utilizzando cannocchiali di sua costruzione scoprì che la Luna aveva montagne, il Sole macchie, Venere aveva fasi e perciò brillava di luce riflessa come la Luna. Se il cielo era così simile alla Terra non c'era più scandalo a ipotizzare che anche la Terra fosse un pianeta come gli altri.
Pochi decenni prima, inoltre, il sistema tolemaico aveva già ricevuto un brutto colpo da Tycho Brahe, che aveva inventato strumenti astronomici innovativi e raccolto dati astronomici molto più precisi di quelli sino ad allora disponibili. Le sue osservazioni avevano portato a una profonda revisione del sistema geocentrico in cui la Terra era l'unico corpo del sistema solare a non ruotare attorno al Sole. Con questa revisione il sistema geocentrico risultava equivalente al sistema eliocentrico, benché il sistema di riferimento del moto fosse posto sulla Terra e non sul Sole. I due sistemi, cioè erano indistinguibili dal punto di vista dell'astronomia osservativa e lo sarebbero restati per due secoli sino al perfezionamento strumentale che consentì di osservare la parallasse stellare. La maggior credibilità dell'uno o dell'altro era essenzialmente legata alla verosimiglianza delle fisica sottostante e ciò spiega l'importanza fondamentale delle osservazioni di Tycho Brahe nel "De stella nova" e di Galileo col telescopio e ancor più quella degli studi galileiani sul moto.
Nel 1597 Galileo confidava in una lettera inviata a Jacopo Mazzoni la sua preferenza verso il modello copernicano, preferenza ribadita lo stesso anno nella sua prima lettera scritta a Keplero, in cui affermava che il modello di Copernico permetteva la spiegazione di molti fenomeni naturali non spiegabili con le altre teorie e di iniziare a raccogliere note scritte di appoggio a questa teoria e confutazione delle altre, non ancora pubblicate poiché riteneva che vi fossero poche persone in grado di giudicarle come Keplero a fronte di una moltitudine di sciocchi che le avrebbero derise come accadeva con gli scritti di Copernico.

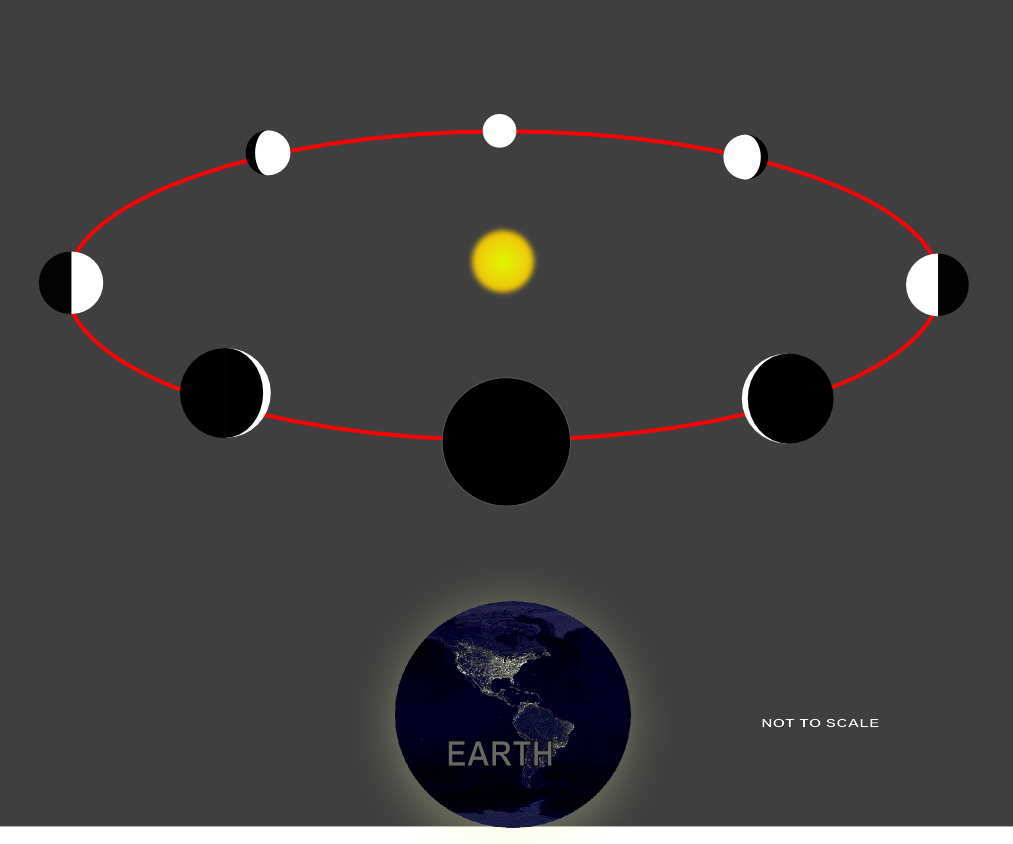
Schema delle fasi di Venere. L'allineamento col Sole, tuttavia, impedisce l'osservazione diretta della fase di piena illuminazione del pianeta. e ciò ha reso impossibile il riconoscimento del fenomeno prima dell'uso del telescopio.

Nel 1610 pubblicando il Sidereus Nuncius Galileo annunciava la scoperta dei pianeti medicei, nome che diede ai quattro maggiori satelliti di Giove, ruotanti attorno al pianeta, da lui individuati. Questa scoperta sperimentale demoliva uno dei mattoni del modello tolemaico: l'assenza di moti periodici che non fossero quelli ruotanti attorno alla terra. Da notare che la scoperta di questi nuovi corpi venne accolta malamente dagli astrologi e da parte dei medici, col commento che l'aggiunta di "tanti nuovi pianeti a' primi già conosciuti par loro necessariamente ne venga rovinata l'astrologia e diroccata la gran parte della medicina".
Il 30 dicembre dello stesso anno, con una lettera al suo collaboratore Benedetto Castelli Galileo descrive la sua ultima scoperta: il pianeta Venere presenta le fasi proprio come la Luna, questo è possibile solo se il pianeta gira attorno alla sorgente luminosa che lo illumina, il Sole, Galileo lo rimarca: le evidentissime conseguenze che qui si traggono sono a V.R.a notissime ossia è provato da questa osservazione che il sistema tolemaico è sbagliato. Le fasi di Venere sono tuttavia applicabili anche al modello ticonico, che Galileo mai prese seriamente in considerazione.
Nel 1611 Galileo scrisse l'Istoria e dimostrazioni intorno alle macchie solari e loro accidenti; la scoperta delle macchie solari contribuiva a rendere inadeguata l'interpretazione dell'universo secondo i canoni aristotelici, che supportavano il sistema tolomeico, che prevedevano l'esistenza di sfere celesti incorruttibili, immutabili. In una appendice a questo scritto Galileo rivela, senza altri commenti, che i satelliti di Giove hanno eclissi.
Grazie alle scoperte di Tycho e di Galileo il sistema copernicano, sostanzialmente ignorato sino ad allora, come per due millenni era stato ignorato quello di Aristarco, diventò di colpo il sistema cosmologico più razionale. Le traiettorie planetarie tuttavia continuarono a poter essere approssimate con deferente ed epicicli altrettanto bene di quanto si poteva fare con le orbite ellittiche di Keplero. La verifica sperimentale del moto della Terra richiedeva, come da secoli si sapeva, l'osservazione di un moto di parallasse annua delle "stelle fisse" di cui non si trovò traccia per lungo tempo.
L'affermazione del sistema copernicano, quindi, richiese un altro secolo di polemiche, ma anche di meravigliose scoperte. La nuova fisica, capace non solo di descrivere accuratamente ma anche di giustificare i moti planetari, fu elaborata da Isaac Newton (1687). La sua applicazione, tuttavia, era tutt'altro che semplice. Solo nel 1750 Alexis Clairault riuscì a ritrovare col calcolo la velocità di rotazione angolare della linea degli Apsidi della Luna, misurata da Ipparco (cfr. Irregolarità del moto lunare).
Le stelle poi risultarono essere infinitamente più lontane di quanto gli astronomi avessero mai pensato; la loro parallasse era talmente piccola che si riuscì a misurarla solo nel 1728/29. Per ironia della sorte, le prime misure di parallasse stellare vera e propria furono pubblicate da un astronomo pontificio, Eustachio Manfredi della Specola pontificia di Bologna.. Nel 1728, però, l'inglese James Bradley, che stava cercando di misurare la parallasse, aveva già scoperto un fenomeno diverso e di più agevole misurazione, l'aberrazione annua della luce; un fenomeno ugualmente importante per dimostrare il moto terrestre. In seguito a queste scoperte, la Chiesa ammise la scientificità del sistema galileiano e rimosse dall'Indice dei libri proibiti molte opere di Galileo.

## Dibattito teologico
La maggior parte dei cristiani criticò il ribaltamento copernicano dell'astronomia tradizionale e difese inizialmente il sistema geocentrico giudicandolo in accordo con l'interpretazione letterale della Bibbia. Questo atteggiamento mentale venne espresso chiaramente nel giudizio datone da Martin Lutero, ancor prima che le idee di Copernico fossero pubblicate. Egli, infatti, considerò l'eliocentrismo una opinione stravagante di un astrologo in cerca di notorietà:. Anche Calvino rifiutò l'eliocentrismo, dichiarando che i copernicani erano "posseduti dal diavolo".

### Giordano Bruno
La difesa del sistema geocentrico, contro ogni diversa ipotesi sulla natura dell'universo, condizionò fortemente il pensiero filosofico e scientifico che si andava formando seguendo ipotesi e modelli che non sempre assecondavano né l'interpretazione delle Scritture né il pensiero aristotelico. Il filosofo Giordano Bruno, che nel 1600 fu condannato al rogo come eretico, aveva abbracciato la teoria copernicana (a cui si ispira la sua opera la Cena de le Ceneri), che suggerendo l'idea di infinito universo e mondi, sostituiva al modello di un cosmo chiuso quello di un universo infinito, che liberava l'uomo da vecchie limitazioni, appariva intollerabile alla Chiesa fortemente impegnata a quel tempo nella difesa dottrinale. Nella Cena de le Ceneri viene storicamente fornita la prima descrizione della fisica del mondo copernicano, basata su un atomismo in rottura con la fisica aristotelica, e la scoperta dei pianeti medicei da parte di Galileo venne interpretata dai seguaci di Bruno, come Thomas Harriot e Tommaso Campanella, come una conferma della molteplicità infinita dei mondi.
Bruno inoltre definì le stelle come angeli e corpi dotati di anima razionale, ascrisse alla Terra un'anima sensitiva e razionale e sostanzialmente negò la creazione divina, l'immortalità dell'anima e l'unicità dell'uomo nell'universo attraverso diverse proposizioni filosofiche contestategli nel processo ove fu condannato.
La critica al sistema geocentrico tolemaico aristotelico fatta da Bruno va oltre il tema della centralità della terra opposta a quella del sole, ma comprende il rifiuto di un centro unico, in quanto la sua visione è quella di un universo infinito animato da attività creatrice continua. Quattro secoli dopo Stephen Hawking osserverà che il modello speculativo proposto da Bruno andava oltre quello copernicano nel campo astronomico e che Bruno propose la soluzione del problema della stabilità degli oggetti su un corpo rotante, questione che doveva essere risolta per ogni sistema che prevede la presenza di corpi rotanti, e non affrontata da Copernico, Bruno nella Cena de le Ceneri spiegò, tramite un esperimento mentale, che "con la terra si muovono tutte le cose che si trovano in terra", rimuovendo l'argomentazione contro l'immobilità della terra data dall'osservazione che tutti i gravi cadono verticalmente verso la terra.

### Galileo
A distanza di qualche decennio dalla morte, sul rogo, di Bruno, Galileo Galilei fu costretto ad abiurare le proprie opere. La Chiesa, ritenendo che il sistema eliocentrico fosse contrario alla ragione ("proposizione assurda e falsa in filosofia"), ritenne anche eretica la sua affermazione soprattutto sull'autorità di versetti biblici dell'Antico Testamento. I consulenti del Sant'Uffizio contestarono a Galileo aspetti scientifici della sua teoria indimostrabili a quel tempo, e il fatto che il Pisano aveva rifiutato di confrontarsi nel Dialogo sopra i massimi sistemi anche col modello Ticoniano, ideato nella seconda metà del secolo XVI, che era un modello misto fra geocentrico e eliocentrico. Per la precisione Galileo aveva discusso rifiutandolo il sistema ticoniano nel "Saggiatore" dove aveva indicato che il sistema fosse già stato confutato da Scipione Chiaramonti nella sua opera l'Antiticone e in polemica col Sarsi, che si proclamava discepolo di Tycho Brahe scriveva: io non veggo per qual ragione ei [il Sarsi] s'elegga Ticone, anteponendolo a Tolomeo e a Nicolò Copernico, de' quali due abbiamo i sistemi del mondo interi e con sommo artificio costrutti e condotti al fine; cosa ch'io non veggo che Ticone abbia fatta, se già al Sarsi non basta l'aver negati gli altri due e promessone un altro, se ben poi non esseguito. Nel modello ticonico la terra era sempre posta al centro dell'universo e attorno ad essa ruotavano la luna e il sole, mentre gli altri pianeti ruotavano in orbite circolari attorno al sole e non essendo la strumentazione dell'epoca in grado di misurare il valore della parallasse stellare questo modello, era accettato da alcuni astronomi. Galileo a sua volta non poteva studiare con il suo cannocchiale il problema della parallasse stellare a causa delle limitazioni tecniche dello stesso ancora presenti negli strumenti della sua epoca.
Galileo concludeva nel Saggiatore la sua negazione del sistema ticonico osservando erroneamente che solamente il copernicano, fra i tre diversi sistemi: tolemaico, ticonico e copernicano può spiegare la ragione delle variazioni osservabili al cannocchiale delle dimensioni apparenti di Venere e Marte rispetto a quando si trovano nelle loro posizioni di minima e massima distanza dalla Terra, proseguendo con l'invito a guardare nel telescopio ciò esser vero e manifesto al senso, ho dimostrato io, e fattolo con perfetto telescopio toccar con mano a chiunque l'ha voluto vedere e concludeva definendo "nullo" il sistema ticonico. Le azzardate affermazioni di Galileo furono confutate dal pur copernicano Keplero.

### Posizioni storiche della Chiesa cattolica
La posizione della Chiesa cattolica, nel corso dei secoli, si è lentamente evoluta verso un consenso sulla visione eliocentrica. Nel 1757, durante il pontificato di Benedetto XIV, la Congregazione dell'Indice ritirò il decreto che vietava tutti i libri che insegnavano il movimento della Terra, anche se il Dialogo di Galileo e un paio di altri libri continuavano a essere esplicitamente inclusi. Nel 1820 la Congregazione del Sant'Uffizio, con l'approvazione del papa Pio VII, decretò che all'astronomo cattolico Giuseppe Settele era permesso di trattare il movimento della Terra come un dato di fatto, rimuovendo ogni ostacolo per i cattolici in tal senso.
Nel 1822 la Congregazione del Sant'Uffizio rimosse il divieto di pubblicazione dei libri che trattano del moto della Terra in conformità con l'astronomia moderna e papa Pio VII ratificò la decisione.
Dall'edizione 1835 dell'Indice il Dialogo non fece più parte della lista dei libri proibiti.
Nell'enciclica In praeclara summorum scritta nel 1921, papa Benedetto XV dichiarò che, "questa terra che noi abitiamo, quantunque non sia il centro dell'universo, come un tempo si credeva, tuttavia è sempre stata la sede della felicità dei nostri progenitori, e testimone in seguito della loro miserrima caduta, che segnò per essi la perdita di quella felice condizione che fu poi restituita dal sangue di Gesù Cristo".
Nel 1965 il Concilio Vaticano II dichiarò, al n. 36 della Costituzione conciliare Gaudium et spes: "Ci sia concesso di deplorare certi atteggiamenti mentali, che talvolta non sono mancati nemmeno tra i cristiani, derivati dal non avere sufficientemente percepito la legittima autonomia della scienza, suscitando contese e controversie, essi trascinarono molti spiriti fino al punto da ritenere che scienza e fede si oppongano tra loro". Il riferimento a Galileo è reso esplicito dalla nota aggiunta, che cita il volume Vita e opere di Galileo Galilei di mons. Pio Paschini, edito dalla Pontificia Accademia delle Scienze nel 1964.
Nel 1979 Papa Giovanni Paolo II rese una celebre allocuzione nella quale esaltò la figura di Galileo e riconobbe apertamente che lo scienziato aveva dovuto "soffrire moltissimo nelle mani degli uomini e degli organismi della Chiesa". Due anni dopo il pontefice istituì una commissione di studio sul caso Galilei. Nel 1992 i risultati dell'inchiesta furono resi noti dal Pontificio consiglio della cultura (retto dal cardinale Paul Poupard), il quale stabilì che la condanna di Galilei del 1633 era stata ingiusta per un'indebita ingerenza della commissione pontificia dell'epoca.
Dopo la pubblicazione dei risultati, Giovanni Paolo II pronunciò un discorso alla Pontificia Accademia delle Scienze. Il pontefice deplorò il trattamento che ricevette Galileo aggiungendo che l'incidente era stato causato da una "tragica incomprensione reciproca". Inoltre dichiarò:
 Secondo il papa, da ciò sarebbe derivata l'opinione dell'esistenza di un'«opposizione costitutiva tra scienza e fede», dell'«incompatibilità tra lo spirito della scienza e la sua etica di ricerca, da un lato, e la fede cristiana, dall'altro». «Malinteso» che sarebbe stato superato attraverso un'attenta analisi della realtà storica che fu.

## Bibliografia

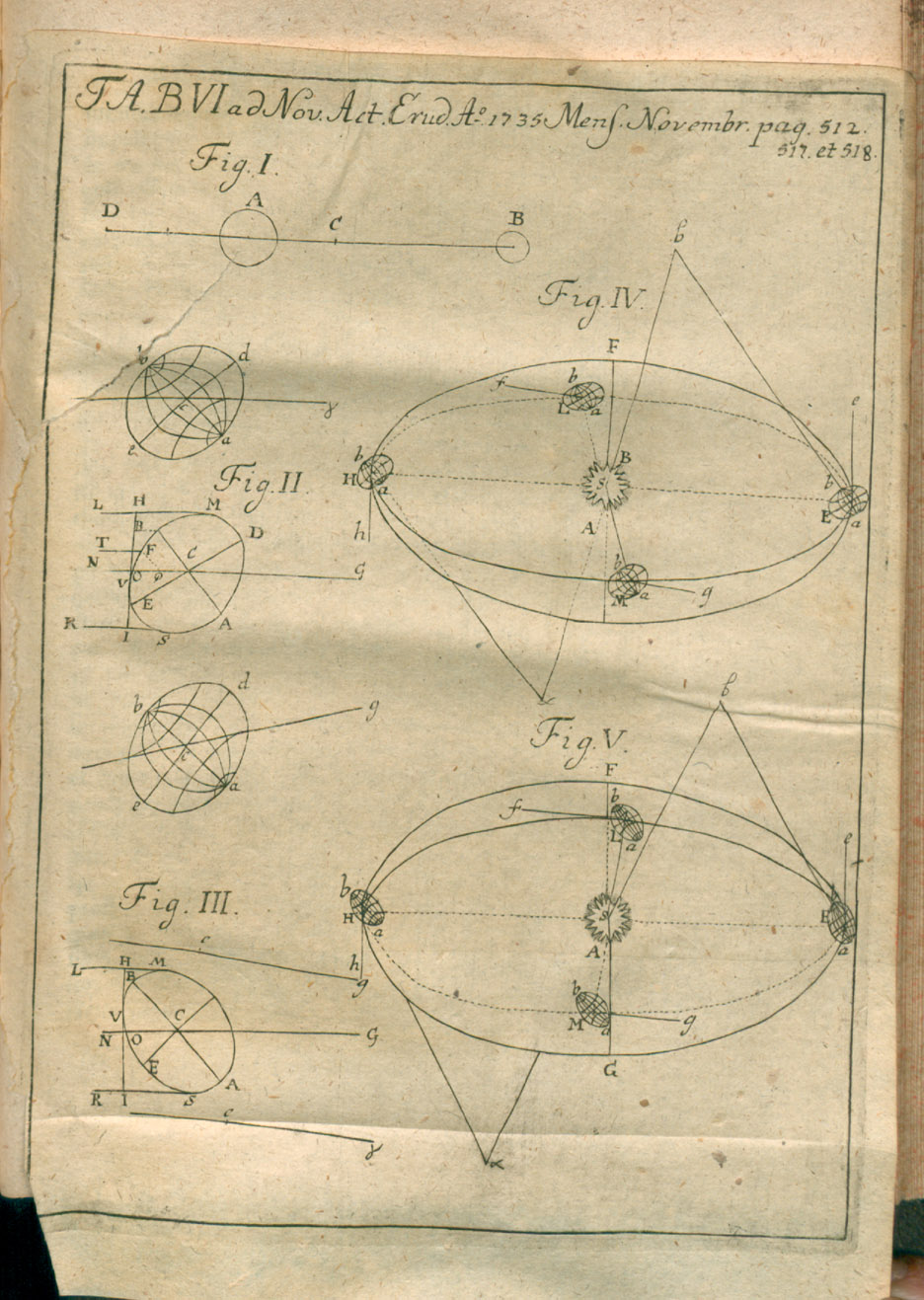
L'asse e la rotazione terrestre in una tavola illustrata degli Acta Eruditorum del 1735